# 瓦蓋努恩區
36°46′12″N 4°10′29″E / 36.7700°N 4.1747°E
瓦蓋努恩區（阿拉伯语：‎），是阿爾及利亞的行政區，位於該國北部，由提濟烏祖省負責管轄，首府設於瓦蓋努恩，面積141平方公里，2008年人口66,689，人口密度每平方公里472人。